# Store-Malen
Store-Malen är en sjö i Gislaveds kommun och Tranemo kommun i Småland och ingår i Nissans huvudavrinningsområde. Sjön är 18 meter djup, har en yta på 2,12 kvadratkilometer och befinner sig 190,1 meter över havet. Sjön avvattnas av vattendraget Kilan (Västerån). Vid provfiske har bland annat abborre, braxen, gädda och gös fångats i sjön.

## Delavrinningsområde
Store-Malen ingår i det delavrinningsområde (636307-135667) som SMHI kallar för Utloppet av Store-Malen. Medelhöjden är 223 meter över havet och ytan är 22,66 kvadratkilometer. Det finns inga delavrinningsområden uppströms utan avrinningsområdet är högsta punkten. Kilan (Västerån) som avvattnar avrinningsområdet har biflödesordning 2, vilket innebär att vattnet flödar genom totalt 2 vattendrag innan det når havet efter 110 kilometer. Delavrinningsområdet består mestadels av skog (75 %). Avrinningsområdet har 2,29 kvadratkilometer vattenytor vilket ger det en sjöprocent på 10,1 %.

## Fisk
Vid provfiske har följande fisk fångats i sjön:
- Abborre
- Braxen
- Gädda
- Gös
- Mört
- Siklöja